# شودییر-آپالاش
شودییر-آپالاش (به فرانسوی: Chaudière-Appalaches) یک سکونتگاه مسکونی در کانادا است که در استان کبک واقع شده‌است.

## خصوصیات
شودییر-آپالاش ۴۱۰٬۸۲۹ نفر جمعیت دارد.